# 助順將軍

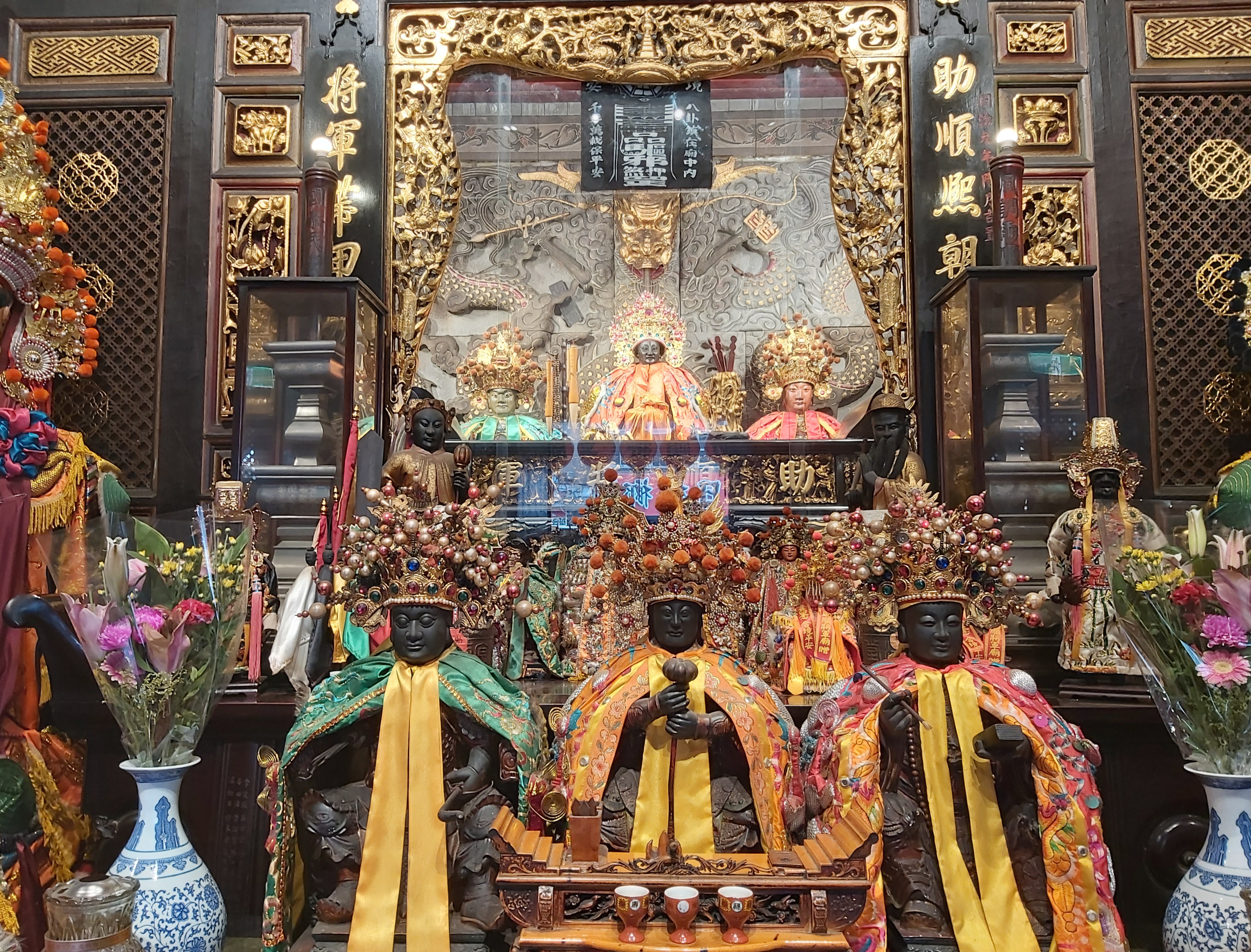
艋舺晉德宮正殿助順將軍神像

助順將軍，又稱黃府助順將軍，閩南泉州晉江地區的王爺神。
聖誕千秋為農曆的十月初三日。

## 廟宇
- 福建省泉州市晉江市池店鎮溜石村南嶽廟（助順將軍係廟毀於文革後遷入）[2]
- 臺北市萬華區 台北艋舺助順將軍廟（晉德宮）
- 新北市三重區石齋堂（原河溝頭助順轎班會）
- 新北市淡水區晉德宮-廟史 （页面存档备份，存于）
- 新北市五股區助順將軍廟-廟史 （页面存档备份，存于）

## 外部連結
- 艋舺晉德宮 助順將軍廟-官方專頁
- 《名廟打卡》艋舺助順將軍廟 （页面存档备份，存于）